# آوارا، فوکوئی
آوارا در استان فوکوئی در کشور ژاپن واقع شده‌است که دارای جمعیت ۳۰٬۷۶۵ نفر و مساحت ۱۱۶٫۹۹ کیلومتر مربع با تراکم جمعیت ۲۶۳ نفر در کیلومترمربع است و در تاریخ ۱ مارس ۲۰۰۴ به عنوان شهر شناخته شد.